# Kóny vasútállomás
Kóny vasútállomás egy Győr-Moson-Sopron vármegyei vasútállomás, Kóny településen, a GYSEV üzemeltetésében. A község központjának északi részén helyezkedik el, közúti elérését a 8502-es útból kiágazó 84 307-es számú mellékút biztosítja.

## Vasútvonalak
Az állomást az alábbi vasútvonalak érintik:
- Győr–Sopron-vasútvonal

## Kapcsolódó állomások
A vasútállomáshoz az alábbi állomások vannak a legközelebb:
- Enese vasútállomás (Győr vasútállomás, Győr–Sopron-vasútvonal)
- Csorna vasútállomás (Sopron vasútállomás, Győr–Sopron-vasútvonal)

## Forgalom
| Járat        | Útvonal | Gyakoriság   |
| ------------ | --- | ------------ |
| személyvonat | Győr – Ikrény – Rábapatona – Enese – Kóny – Csorna – Farád – Rábatamási – Szárföld – Veszkény – Kapuvár – Vitnyéd-Csermajor – Petőháza – Fertőszentmiklós (– Pinnye – Fertőboz) – Sopron | 1-2 óránként |

## Képgaléria

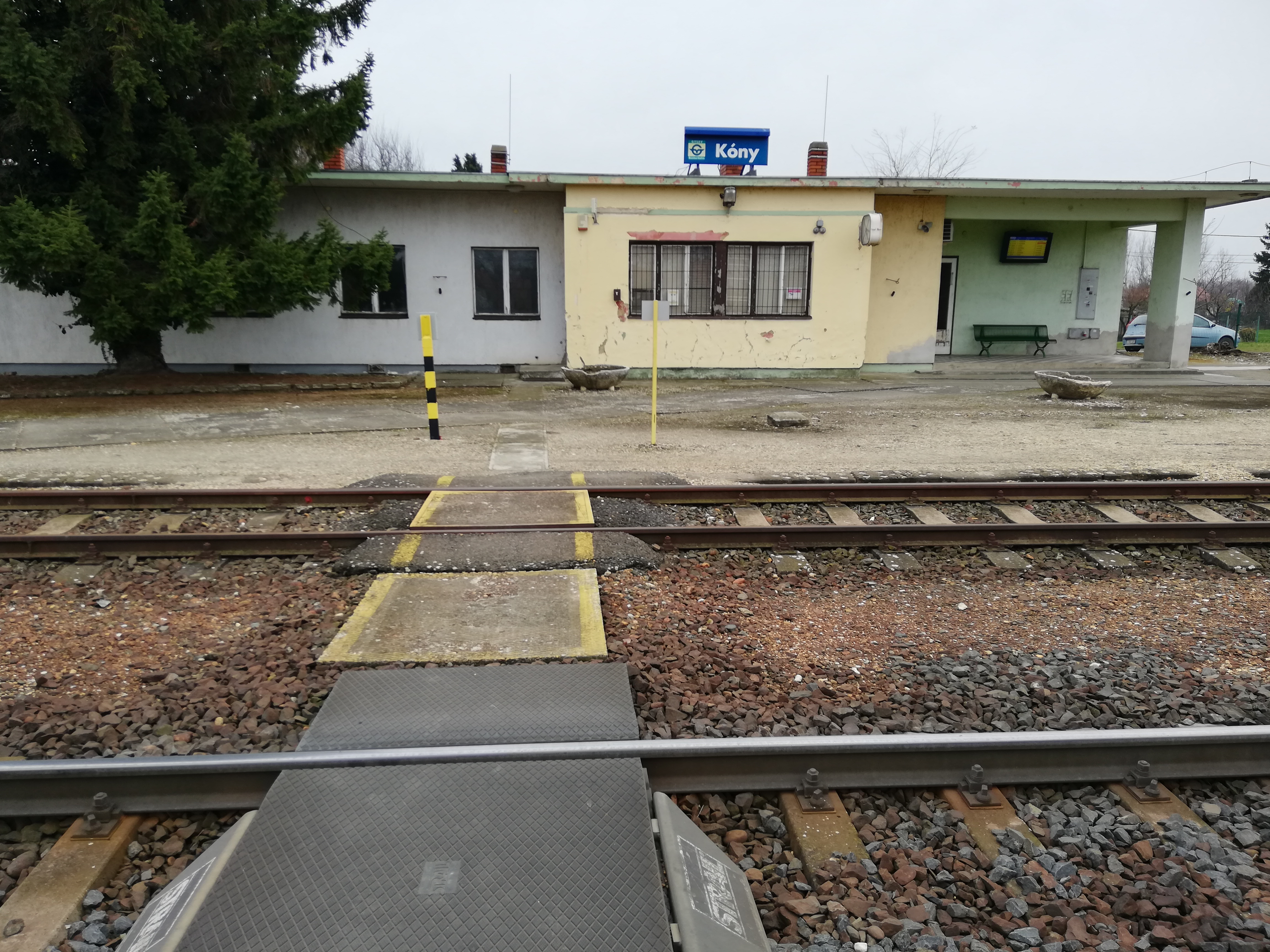
Felvételi épület
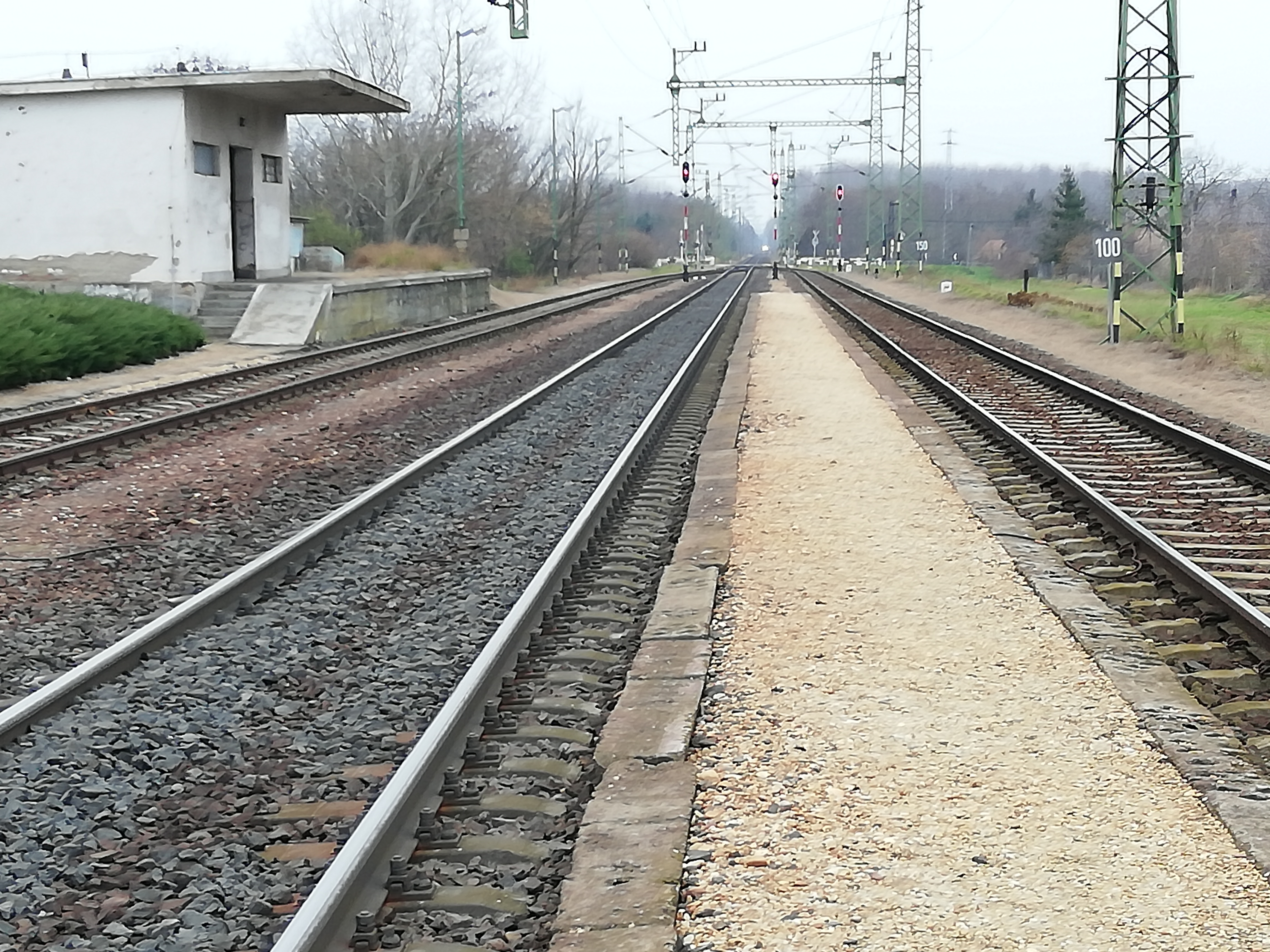
Látkép Sopron felé nézve
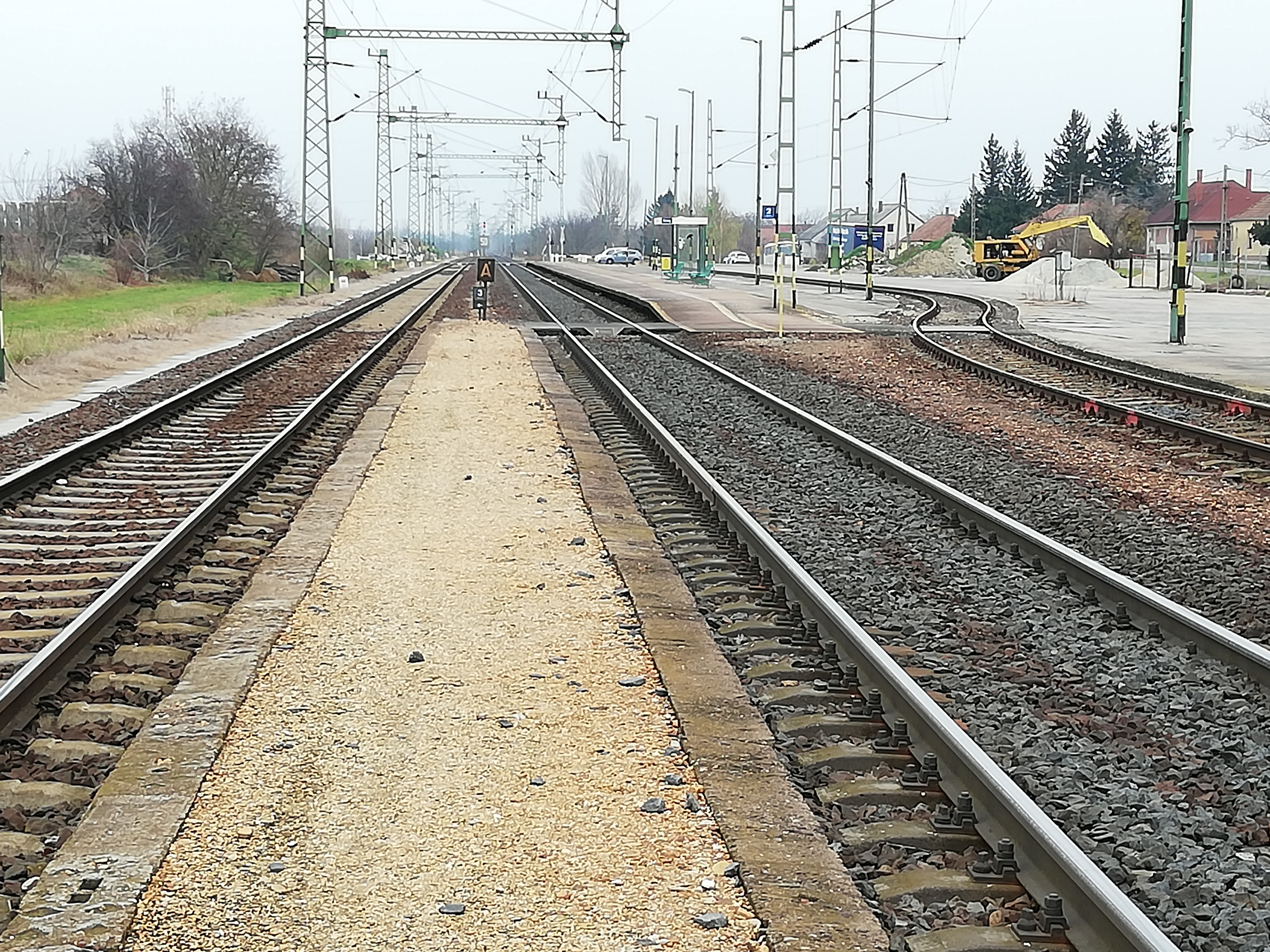
Látkép Győr felé nézve
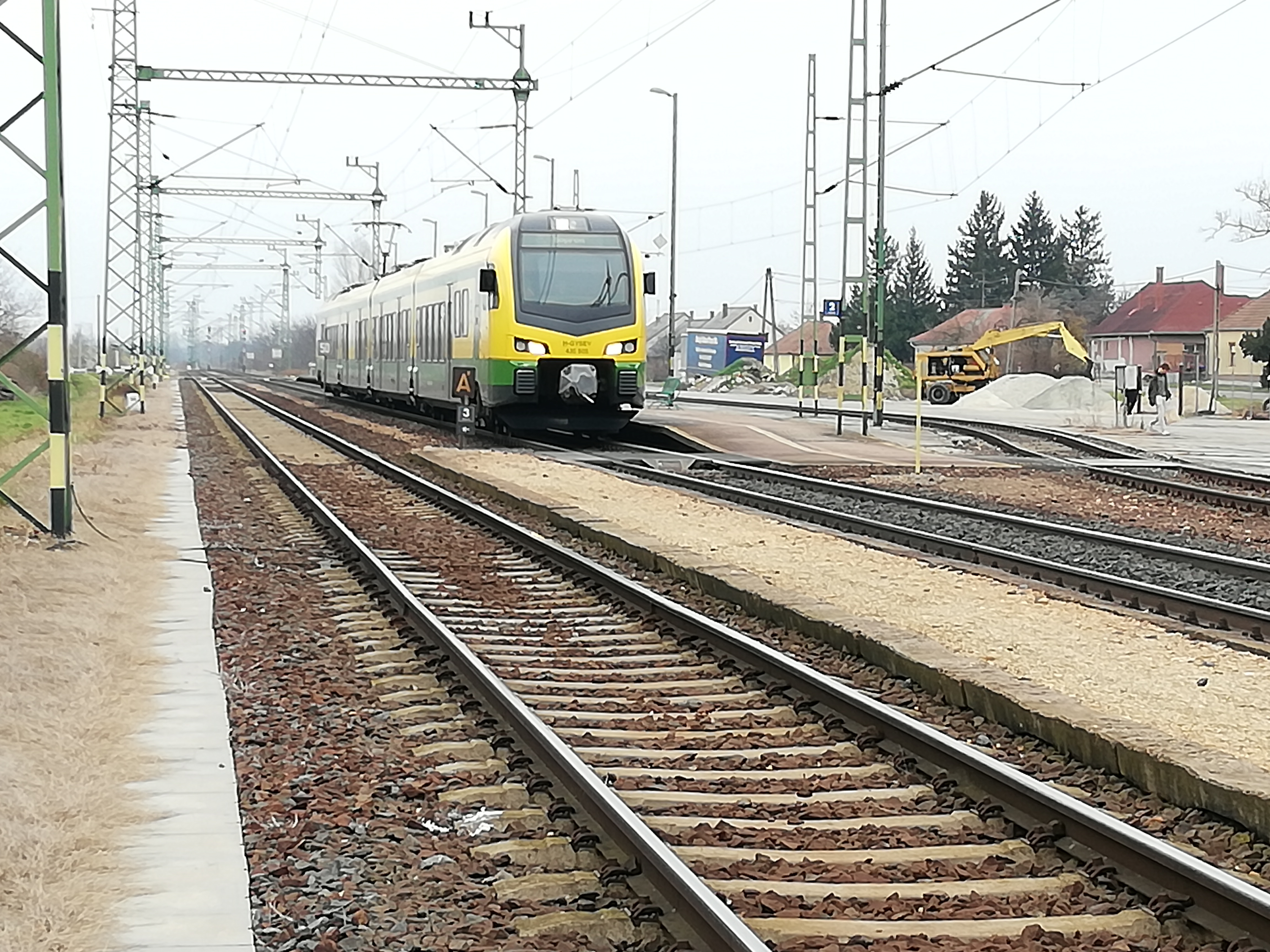
Személyvonat érkezik Győr felől
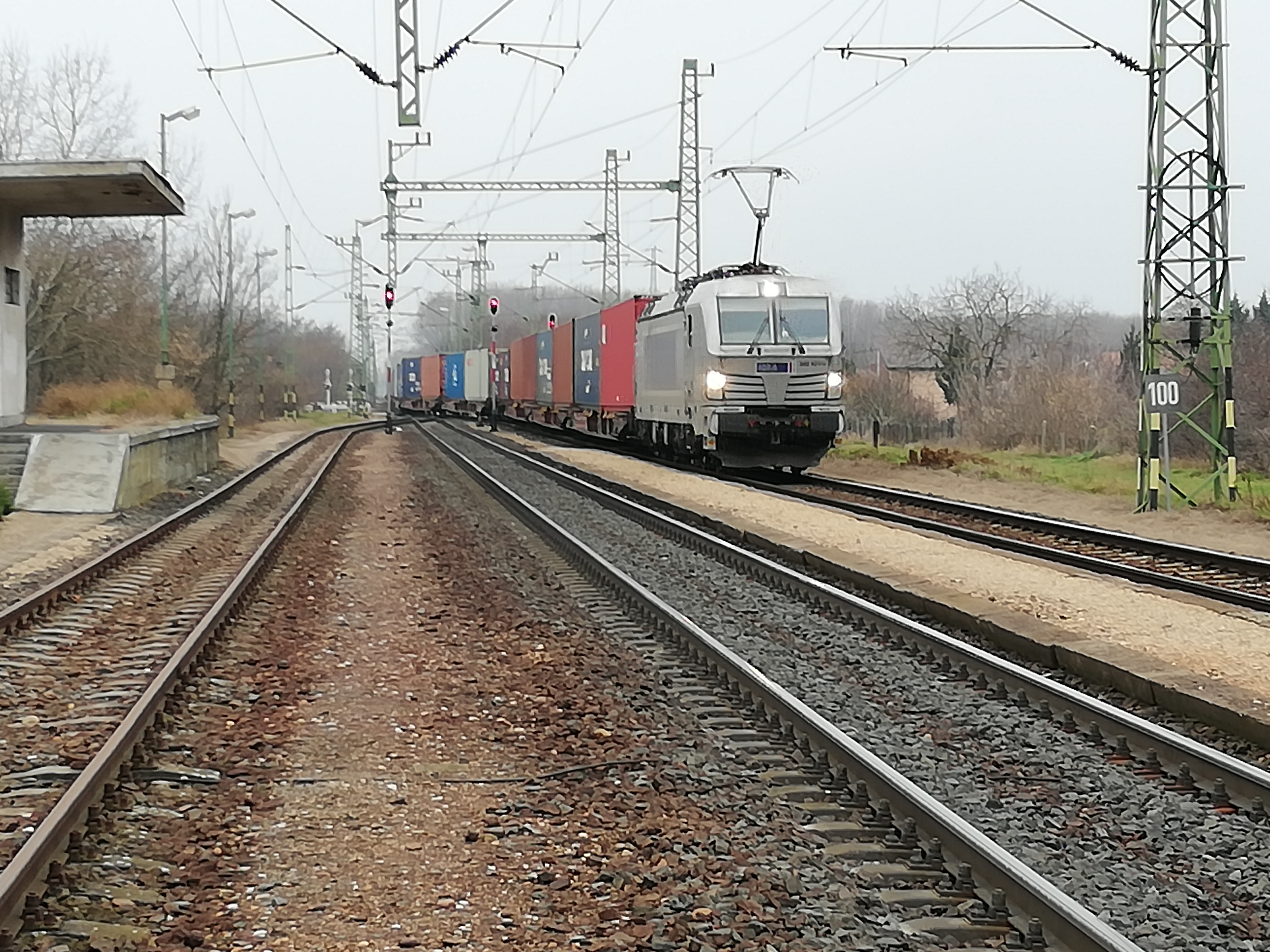
Tehervonat halad át Sopron felől
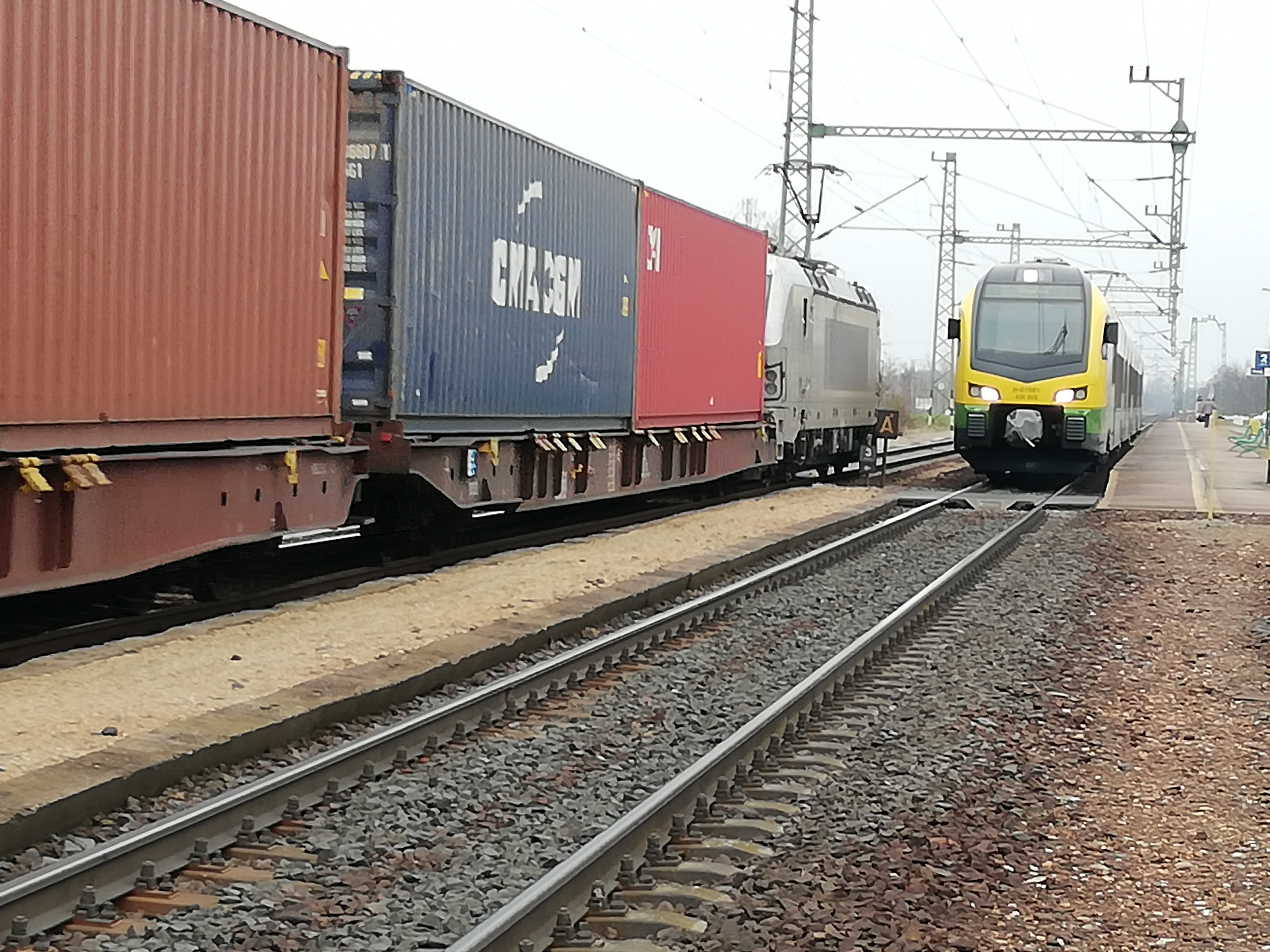
Áthaladó tehervonat és személyvonat találkozása az állomáson
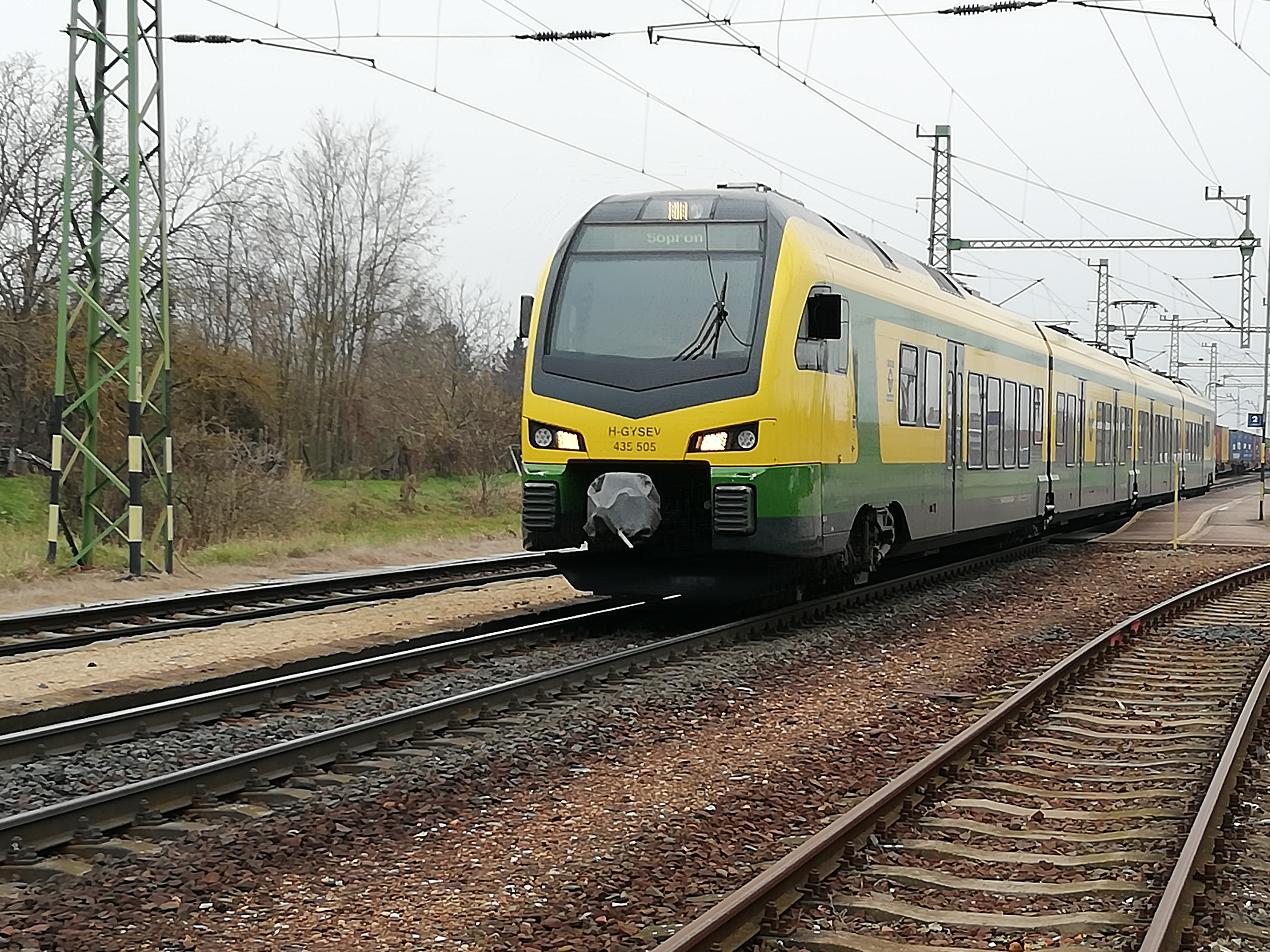
Személyvonat indul Sopron felé